# Xian de Dêngqên
Le xian de Dêngqên (丁青县 ; pinyin : Dīngqīng Xiàn) est un district administratif de la région autonome du Tibet en Chine. Il est placé sous la juridiction de la préfecture de Qamdo.

## Démographie
La population du district était de 58 762 habitants en 1999.
La ville comptait 5 224 habitants en 2000.